# Муки (фильм)
«Муки» (фр. Tourments) — французский кинофильм с Луи де Фюнесом.

## Сюжет
Ради любви к своей жене Анн-Мари известный певец Жан-Жак Дюфло жертвует своей карьерой. Супруги усыновляют маленького Жан-Клода, который счастлив в новой семье. Его настоящая мать, Симона Ребейра, находит сына и нанимает частного детектива Едди Горлье (Луи де Фюнес), не обременённого совестью, чтобы он помог ей вернуть ребёнка. Благодаря болезненной ревности Анн-Мари им удаётся внушить ей, что Жан-Жак — настоящий отец Жан-Клода. Анн-Мари бросает мужа, после чего он решает продолжить свою карьеру певца.